# Demer Uitgeverij
Demer Uitgeverij is een kleinschalige, Nederlandse uitgeverij die zich uitsluitend richt op poëzie.

## Geschiedenis
De uitgeverij werd in 2008 in Diepenbeek opgericht door de Nederlandse schrijfster en dichteres Hannie Rouweler. Sinds eind 2012 is de uitgeverij in Nederland gevestigd.
Demer Uitgeverij geeft dichtbundels uit van onder meer Catharina Boer, Piet Brak, Thierry Deleu, Joris Iven, Tine Hertmans, Marleen De Smet, Hannie Rouweler en andere Vlaamse of Nederlandse dichters.
In de vele verzamelbundels en thematische bundels publiceerden onder anderen Bert Bevers, Frank Decerf, Frank Despriet, Maarten van den Elzen, Christina Guirlande, Guy van Hoof, Rozemarijn van Leeuwen, Mark Meekers, Willem M. Roggeman, Lucienne Stassaert, Inge Boulonois, Lief Vleugels en Leo Vroman.
Naast oorspronkelijk Nederlandstalige poëzie geeft Demer Uitgeverij tweetalige uitgaven, Engelstalige dichtbundels en vertalingen uit.